# Кулмагамбетов, Асылбек Калдыбаевич
Кулмагамбетов Асылбек Калдыбаевич(каз. Құлмағамбетов Асылбек Қалдыбайұлы, род. 1 августа 1962, с. Михайловка, Актюбинская область, СССР — казахстанский спортивный, общественный и политический деятель. Руководитель аппарата ревизионной комиссии Актюбинской области. Заслуженный тренер Казахстана, Заслуженный тренер Кыргызстана по самбо и дзюдо.
Мастер Спорта СССР по самбо и дзюдо
Мастер Спорта Республики Казахстан международного класса по самбо и дзюдо
Награжден орденами «Құрмет» и «Парасат».

## Биография
Родился в п. Михайловка Мугалжарского района Актюбинской области Казахской ССР.
Имеет три специальности: тренер-преподаватель, экономист и юрист. Окончил Актюбинский педагогический институт,Международный казахско-турецкий университет имени Ходжи Ахмеда Ясави, Актюбинский Университет имени С. Баишева.
В 1983-1984 годах Слесарь цеха № 7 завода "Актюбинсксельмаш"
В 1984-1985 Заведующий учебно-спортивным отделом добровольно-спортивного общества "Кайрат" города Актобе
В 1985-2005 Тренер по борьбе самбо областной детско-юношеской спортивной школы при Актюбинском областном спорткомитете, город Актобе
В 2005-2007 Директор Центра подготовки олимпийского резерва, города Актобе
В 2007-2014 Руководитель Управления физической культуры и спорта Актюбинской области
В 2014-2016 Заместитель Руководителя аппарата Акима Актюбинской области
В 2016 Руководитель аппарата ревизионной комиссии Актюбинской области.

## Тренерская деятельность
Тренерскую деятельность начал 1985 году. За это время воспитанники завоевали более 150 медалей на Чемпионатах Мира, Азии, Кубках Мира и международных турнирах. Подготовил 2 Заслуженных мастеров спорта. 10 мастеров спорта международного класса и более 60 мастеров спорта, участника Олимпийских Игр по дзюдо.
В 1995 году присвоено звание "Заслуженный тренер Республики Казахстан"
В 1998 году "Заслуженный тренер Кыргызской Республики"

## Известные воспитанники
- Шахаров Асхат Берлешевич
- Досанов Мурат
- Бакешев Берик
- Байгожин Жарбол
- Байлиева Райса
- Шалтаков Кажимукан
- Акбаланова Жанаргуль
- Жайлыбаев Жамбыл
- Мысин Есенжол
- Искакова Эльмира
- Тулеуов Бакдияр